# Rudolf Hilferding
Rudolf Hilferding (10. srpna 1877, Vídeň – 11. února 1941, Paříž) byl německý politik, ekonom a marxistický teoretik židovského původu narozený v Rakousko-Uhersku. Ministr financí v první vládě Gustava Stresemanna (13. srpna 1923 – 6. října 1923) a ve druhé vládě Hermanna Müllera (28. června 1928 – 21. prosince 1929). Klíčový ekonomický a socialistický teoretik německé sociální demokracie (SPD) za Výmarské republiky, významný představitel tzv. austromarxismu.

## Biografie
Původně vystudoval medicínu, ale novinářská práce (politický editor deníku Vorwärts v letech 1907–15, deníku Die Freiheit v letech 1918-1922) ho přivedla k marxistické teorii. Úzce spolupracoval s Otto Bauerem, Karlem Kautskym a Augustem Bebelem. Známá je jeho obhajoba marxismu proti prvním útokům Rakouské ekonomické školy (Eugena von Böhm-Bawerka). Jeho nejslavnější kniha Das Finanzkapital (Finanční kapitál) z roku 1910, která se vyrovnávala s tím, že koncentrace kapitálu nemá Marxem předpovídané důsledky, ovlivnila Vladimíra Iljiče Lenina při jeho tvorbě konceptu imperialismu. Základní teze Hilferdingova je, že banky v pozdním kapitalismu získávají kontrolu nad průmyslovými podniky a vytvářejí monopoly a kartely. Roku 1933 odešel do exilu ve švýcarském Curychu. V této době připravil politický program pro německý sociálnědemokratický exil zvaný Pražský program. Později přesídlil do Paříže. Zde ho zastihl vpád německých vojsk, byl zatčen gestapem a umístěn do vazby, kde zemřel – byl nalezen oběšen. Jeho žena Margarete zemřela roku 1942 v koncentračním táboře v Terezíně.

## Literatura

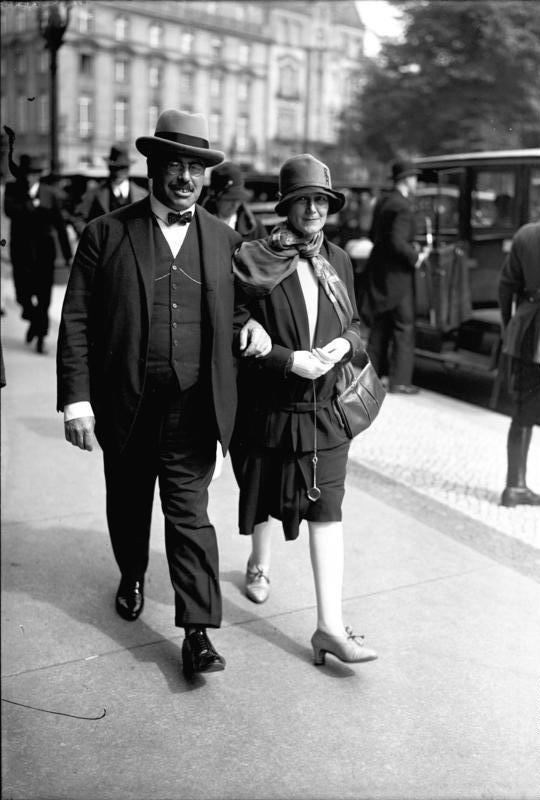
Hilferding se svou ženou Margarete roku 1928